# Liste der Kulturdenkmäler in Wintersheim
In der Liste der Kulturdenkmäler in Wintersheim sind alle Kulturdenkmäler der rheinland-pfälzischen Ortsgemeinde Wintersheim aufgeführt. Grundlage ist die Denkmalliste des Landes Rheinland-Pfalz (Stand: 3. April 2024).

## Einzeldenkmäler
| Bezeichnung                      | Lage                                                                      | Baujahr                | Beschreibung | Bild                           |
| -------------------------------- | ------------------------------------------------------------------------- | ---------------------- | --- | ------------------------------ |
| Wirtschaftsgebäude               | Eimsheimer Straße, zu Nr. 11 Lage                                         | um 1850/60             | Ökonomiegebäude, stattlicher Kalkbruchsteinbau (teilweise verputzt) mit dreischiffigem Gewölbestall, um 1850/60 | BW                             |
| Schulhaus                        | Grabengasse 4 Lage                                                        | 1732                   | ehemalige Schule mit Lehrerwohnung, ehemals bezeichnet 1732, im späten 18. Jahrhundert zweiachsig erweitert, im zweiten Viertel des 19. Jahrhunderts überformt, Ökonomie aus der zweiten Hälfte des 19. Jahrhunderts | BW                             |
| Schlosshof                       | Hauptstraße 11 Lage                                                       | 1345/46                | spätmittelalterlicher Wohnturm; Kalkbruchsteinbau, datiert 1345/46, barocker Umbau bezeichnet 1754; rückwärtig Gewölbestall aus zwei parallelen dreischiffiger Einheiten, 1844 | Fotos hochladen                |
| Rathaus                          | Kirchstraße 3 Lage                                                        | 1826–29                | ehemaliges Schulhaus mit Lehrerwohnung; spätklassizistischer Putzbau, 1826–29, 1841 einachsige Erweiterung, Dachreiter mit Uhr; straßenbildprägend | Fotos hochladen                |
| Staudhof                         | Kirchstraße 10 Lage                                                       | frühes 17. Jahrhundert | Vierseithof; Mansardwalmdachbau, im Kern aus dem frühen 17. Jahrhundert (Renaissanceportal bezeichnet 1618), im frühen 18. Jahrhundert barock überformt, Ökonomiegebäude aus dem 19. Jahrhundert | BW                             |
| Evangelische Kirche              | Kirchstraße 19 Lage                                                       | 1896/97                | neugotischer Bruchsteinbau, Walmdach mit turmartigem Dachreiter, 1896/97, Architekt August Ermel, Worms; ortsbildprägend | Fotos hochladen                |
| Wasserbehälter und Aussichtsturm | nördlich des Ortes an der Straße nach Eimsheim; Flur Am Schanzenkorb Lage | 1906                   | Jugendstilbau mit romanisierenden Motiven, bezeichnet 1906, Architekt Wilhelm Lenz, Kulturinspektion Mainz; landschaftsbildprägend | weitere Bilder Fotos hochladen |
| Wasserbehälter Dorn-Dürkheim     | nordwestlich des Ortes; Flur Ober dem Hillesheimer Rech Lage              | 1906                   | kubischer Typenbau, barockisierender Jugendstil, bezeichnet 1906, Architekt Wilhelm Lenz, Kulturinspektion Mainz | weitere Bilder Fotos hochladen |
| Friedhof                         | westlich des Ortes; Flur Am Kirchhof Lage                                 | nach 1800              | zwischen 1800 und 1818 angelegt - Kriegerdenkmal 1914/18, nach 1950 durch Gustav Nonnenmacher, Worms, für die Gefallenen 1939/45 erweitert gegenüber dem Eingang neu aufgestellt: - Grabmal Katharina Dettweiler geborene Lehmann († 1854): skulptierte Bekrönung - Grabmal Jean Dettweiler († 1865): gebrochene Säule: - Grabmal Elisabeth Dettweiler geborene Lehmann († 1846): mit Giebel und Eckakroteren - Grabmal Samuel Dettweiler († 1859): Pfeiler mit Bogenblenden - Grabmal Samuel Dettweiler († 1868): Säulenstumpf mit Draperie - Grabmal Friedrich Dettweiler († 1860): Säulenstumpf mit Draperie - Grabmal Valentin Grohé III, mächtiger Kubus mit Urnenbekrönung, erste Hälfte des 19. Jahrhunderts - Grabmal Jakob Groh II († 1865): gotisierend mit reich gegliedertem oberen Abschluss - Grabmal Elisabethe Huxel († 1872): übergiebelt mit Astwerkornamentik - Grabmal Johann Engelhof († 1887): antikische Stele - Grabmal Eheleute Jakob Darmstädter († 1884): stattliche Stele in der Südhälfte - Erbbegräbnis für sechs Generationen der mennonitischen Winzerfamilie Dettweiler, geschaffen 1875 - unter hundertjähriger Platane Grabmal Peter Dettweiler († 1904): neuklassizistischer Monopteros - Grabmal Christian Dettweiler († 1868): Neurenaissancestele - Grabmal Peter Dettweiler († 1844): klassizistischer Rotsandsteinpfeiler mit Urnenbekrönung - Grabmal Magda Eleonora Dettweiler geborene Wagner († 1866): gotisierende Ädikula - Grabmal Eheleute Christian Dettweiler († 1893): reich skulptierte Sandsteinstele - Grabmal Eheleute Heinrich Dettweiler († 1912): geschweifte Jugendstilstele - Grabmal Emma Dettweiler († 1910): Jugendstil-Stele mit Engelskopf - Grabmal Frida Schwarz geborene Dettweiler († 1900): Obelisk - Grabmal Eheleute Johann Dettweiler († 1893): Obelisk auf Felssockel - Grabmal Eheleute August Dettweiler († 1912): klassizierende Pilasterädikula - Grabmal Eheleute Friedrich Huxel († 1905): Granitobelisk - Grabmal Eheleute Christian Dettweiler II († 1901): findlingsartige Stele - Grabmal Eheleute Philipp Huxel: Granitobelisk, um 1900 - Grabmal Reinhard Dettweiler († 1939) und Otto Dettweiler († 1944): in der Art eines Findlings aus schwarzem Granit - Grabmal Friedrich Dettweiler († 1939): Muschelkalk mit Bronzetafel | weitere Bilder Fotos hochladen |

## Ehemalige Kulturdenkmäler
| Bezeichnung | Lage                   | Baujahr                | Beschreibung                                                                                                  | Bild |
| ----------- | ---------------------- | ---------------------- | --- | ---- |
| Wohnhaus    | Seilenbachgasse 2 Lage | frühes 17. Jahrhundert | eingeschossiges Wohnhaus mit Schildgiebel, im Kern wohl aus dem frühen 17. Jahrhundert: nach 2011 abgebrochen | BW   |